# Йозеф Альберт
Йозеф Альберт (нім. Joseph Albert; 5 березня 1825, Мюнхен, Королівство Баварія — 5 травня 1886, Мюнхен, Німецька імперія) — німецький фотограф та винахідник.

## Біографія
Вивчав спочатку будівельне мистецтво в Мюнхенському політехнічному училищі і в академії, потім присвятив себе фотографії та заснував 1840 року фотографічний заклад в Аугсбурзі, а 1858 він перемістив його до Мюнхена.
Альберт став популярним завдяки відтворенню ручних малюнків і гравюр на міді (наприклад, «Гетівські жінки» за малюнками Каульбаха, «Байка про сім ворон» Швінда, ілюстрації до ювілейного видання віршів Шиллера за малюнками Пілоті, Рамберга, «Ганнібалів похід» Ретеля тощо). Потім, вже в Мюнхені, Альберт став одним з придворних фотографів короля Баварії Людвіга.